# Store Kamøya (Nordkapp)
Store Kamøya (en Nordsamisk Gáhpesuolu) est une petite île du comté de Finnmark, sur la côte de la mer de Norvège et la mer de Barents. L'île fait partie la commune de Nordkapp.

## Description
L'île de 0,17 km2 est situé juste au large de la côte est de la grande île de Magerøya. Elle se trouve là où le Duksfjorden (en) rencontre le Kamøyfjorden (en), juste au nord-ouest de l'île de Store Kamøya et au nord du village de pêcheurs de Kamøyvær. L'île aide à abriter le port de Kamøyvær de la haute mer.[2]

### Zone ornithologique importante
L'île, ainsi que Bondøya à proximité, a été désignée zone importante pour les oiseaux (IBA) par la BirdLife International car elle abrite des colonies de reproduction du cormoran huppé, du goéland marin et du petit pingouin.